# Тыквеол
Тыквеол — препарат из масла семян тыквы (тыквенное масло), содержит биологически активные вещества, из тыквы — каротиноиды, токоферолы, фосфолипиды, флавоноиды, витамины В1, В2, С, Р, РР, жирные кислоты — пальмитиновую, стеариновую, олеиновую, линолевую, линоленовую и другие. Выпускается в виде желатиновых капсул, масла для приёма внутрь, ректальных суппозиториев. Эффективность масла семян тыквы при лечении заболеваний печени не доказана.

## Побочное действие
Возможны неприятные ощущения в области живота и учащение стула. В этом случае следует уменьшить дозу препарата.